# Agora (organizacja pozarządowa)
Agora (ros. Межрегиональная Ассоциация правозащитных организаций „АГОРА” – Międzyregionalne
Zrzeszenie Społecznych Organizacji Obrony Praw Człowieka „AGORA”) – rosyjska organizacja pozarządowa zajmująca się obroną praw człowieka i udzielaniem pomocy prawnej.
Założona i kierowana przez prawnika Pawła Czikowa. Agora specjalizowała się w udzielaniu pomocy oraz obronie aktywistów obywatelskich, dziennikarzy, blogerów i organizacji pozarządowych przed działaniami organów państwowych. Ponadto publikowała raporty nt. nadużyć, praw człowieka i wolności słowa.
Agora została oficjalnie uznana za "zagranicznego agenta" i sądownie zamknięta na wniosek Ministerstwa Sprawiedliwości Federacji Rosyjskiej 10 lutego 2016 roku. Po formalnej likwidacji działała dalej jako nieformalne zrzeszenie.